# Stanisław Majorek
Stanisław Majorek (ur. 25 czerwca 1937 w Pleśnej k. Tarnowa) – polski trener piłki ręcznej. W okresie 1970–1976 wspólnie z Januszem Czerwińskim, a w okresie 1976-1978 z Igorem Pazurem selekcjoner kadry narodowej piłkarzy ręcznych.

## Życiorys
Absolwent Wyższej Szkoły Wychowania Fizycznego w Krakowie. W czasie studiów zawodnik zespołu AZS Kraków. W latach 1967–1968 trener kadry juniorów, a w okresie 1970-1978 (wspólnie z Januszem Czerwińskim, a następnie z Igorem Pazurem) reprezentacji Polski w piłce ręcznej, z którą wywalczył brązowy medal na Igrzyskach Olimpijskich w Montrealu, oraz IV (1974) i VI (1978) miejsca Mistrzostw Świata. W kolejnych latach objął stanowisko szkoleniowca reprezentacji Luksemburga (1979-1981). Z powodzeniem pracował również jako trener klubowy, w latach 1969-1971 prowadząc pierwszoligową Stal Mielec, w 1971 wygrywając z tym zespołem Puchar Polski. Wieloletni działacz Związku Piłki Ręcznej w Polsce. Przewodniczący Komisji Szkoleniowej (1980-1988), Wiceprzewodniczący Rady Trenerów (2006-2008) oraz Członek Rady Trenerów (2008-2012). Uhonorowany przez Kapitułę ZPRP Odznaką Diamentową z Wieńcem (2012). Odznaczony Krzyżem Kawalerskim (1976) i Krzyżem Oficerskim (2004) Orderu Odrodzenia Polski.